# Puchar Irlandii w piłce siatkowej mężczyzn (2013/2014)
Puchar Irlandii w piłce siatkowej mężczyzn 2013/2014 (Men's Association Cup 2013/2014) – rozgrywki o siatkarski Puchar Irlandii. Brały w nich udział kluby z Premier League oraz Division 1. Zainaugurowane zostały 24 listopada 2013 roku. Finał odbył się 26 kwietnia w UCD Sports Complex w Dublinie.
Puchar Irlandii zdobył klub Ballymun Patriots, który w finale pokonał DVC.
Drużyny, które odpadły we wcześniejszych rundach, rywalizowały ze sobą o Tarczę Irlandii (Association Shield). Zwycięzcą tych rozgrywek został klub Garda. Finał odbył się 29 marca 2014 roku w Trinity College w Dublinie.

## Drużyny uczestniczące
| Premier League 7 drużyn  | Premier League 7 drużyn |
| ------------------------ | ----------------------- |
| Aer Lingus               | półfinał                |
| Amber Coast              | 1. runda                |
| Ballymun Patriots        | zwycięstwo              |
| Ballymun Patriots Eagles | ćwierćfinał             |
| Garda                    | ćwierćfinał             |
| NUIG Alliance            | 1. runda                |
| UCD                      | półfinał                |

| Division 1 4 drużyny | Division 1 4 drużyny |
| -------------------- | -------------------- |
| DVC                  | finał                |
| Garda 5.0            | 1. runda             |
| Munster Thunder      | ćwierćfinał          |
| Tallaght Rockets     | ćwierćfinał          |

| Pozostałe 1 drużyna | Pozostałe 1 drużyna |
| ------------------- | ------------------- |
| South East Tigers   | 1. runda            |

## Drabinka
|  |                          |          |                          |   |                   |              |  |  |           |           |  |  |       |       |
|  | 1. runda                 | 1. runda |                          |   | Ćwierćfinały      | Ćwierćfinały |  |  | Półfinały | Półfinały |  |  | Finał | Finał |
|  | 1. runda                 | 1. runda |                          |   | Ćwierćfinały      | Ćwierćfinały |  |  | Półfinały | Półfinały |  |  | Finał | Finał |
|  |                          |          |                          |   |                   |              |  |  |           |           |  |  |       |       |
|  |                          |          |                          |   |                   |              |  |  |           |           |  |  |       |       |
|  |                          |          |                          |   |                   |              |  |  |           |           |  |  |       |       |
|  |                          |          |                          |   |                   |              |  |  |           |           |  |  |       |       |
|  |                          |          |                          |   |                   |              |  |  |           |           |  |  |       |       |
|  | Aer Lingus               | 3        |                          |   |                   |              |  |  |           |           |  |  |       |       |
|  | Aer Lingus               | 3        |                          |   |                   |              |  |  |           |           |  |  |       |       |
|  |                          |          | Ballymun Patriots Eagles | 1 |                   |              |  |  |           |           |  |  |       |       |
|  | Amber Coast              | 2        | Ballymun Patriots Eagles | 1 |                   |              |  |  |           |           |  |  |       |       |
|  | Amber Coast              | 2        |                          |   |                   |              |  |  |           |           |  |  |       |       |
|  | Ballymun Patriots Eagles | 3        |                          |   |                   |              |  |  |           |           |  |  |       |       |
|  | Ballymun Patriots Eagles | 3        |                          |   | Aer Lingus        | 0            |  |  |           |           |  |  |       |       |
|  |                          |          |                          |   |                   |              |  |  |           |           |  |  |       |       |
|  |                          |          | Ballymun Patriots        | 3 |                   |              |  |  |           |           |  |  |       |       |
|  |                          |          | Ballymun Patriots        | 3 |                   |              |  |  |           |           |  |  |       |       |
|  |                          |          |                          |   |                   |              |  |  |           |           |  |  |       |       |
|  |                          |          |                          |   |                   |              |  |  |           |           |  |  |       |       |
|  | Ballymun Patriots        | 3        |                          |   |                   |              |  |  |           |           |  |  |       |       |
|  | Ballymun Patriots        | 3        |                          |   |                   |              |  |  |           |           |  |  |       |       |
|  |                          |          | Munster Thunder          | 0 |                   |              |  |  |           |           |  |  |       |       |
|  | Munster Thunder          | 3        | Munster Thunder          | 0 |                   |              |  |  |           |           |  |  |       |       |
|  | Munster Thunder          | 3        |                          |   |                   |              |  |  |           |           |  |  |       |       |
|  | NUIG Alliance            | 1        |                          |   |                   |              |  |  |           |           |  |  |       |       |
|  | NUIG Alliance            | 1        |                          |   | Ballymun Patriots | 3            |  |  |           |           |  |  |       |       |
|  |                          |          |                          |   |                   |              |  |  |           |           |  |  |       |       |
|  |                          |          | DVC                      | 0 |                   |              |  |  |           |           |  |  |       |       |
|  |                          |          | DVC                      | 0 |                   |              |  |  |           |           |  |  |       |       |
|  |                          |          |                          |   |                   |              |  |  |           |           |  |  |       |       |
|  |                          |          |                          |   |                   |              |  |  |           |           |  |  |       |       |
|  | UCD                      | 3        |                          |   |                   |              |  |  |           |           |  |  |       |       |
|  | UCD                      | 3        |                          |   |                   |              |  |  |           |           |  |  |       |       |
|  |                          |          | Garda                    | 2 |                   |              |  |  |           |           |  |  |       |       |
|  | South East Tigers        | 0        | Garda                    | 2 |                   |              |  |  |           |           |  |  |       |       |
|  | South East Tigers        | 0        |                          |   |                   |              |  |  |           |           |  |  |       |       |
|  | Garda                    | 3        |                          |   |                   |              |  |  |           |           |  |  |       |       |
|  | Garda                    | 3        |                          |   | UCD               | 2            |  |  |           |           |  |  |       |       |
|  |                          |          |                          |   |                   |              |  |  |           |           |  |  |       |       |
|  |                          |          | DVC                      | 3 |                   |              |  |  |           |           |  |  |       |       |
|  |                          |          | DVC                      | 3 |                   |              |  |  |           |           |  |  |       |       |
|  |                          |          |                          |   |                   |              |  |  |           |           |  |  |       |       |
|  |                          |          |                          |   |                   |              |  |  |           |           |  |  |       |       |
|  | Tallaght Rockets         | 0        |                          |   |                   |              |  |  |           |           |  |  |       |       |
|  | Tallaght Rockets         | 0        |                          |   |                   |              |  |  |           |           |  |  |       |       |
|  |                          |          | DVC                      | 3 |                   |              |  |  |           |           |  |  |       |       |
|  | DVC                      | 3        | DVC                      | 3 |                   |              |  |  |           |           |  |  |       |       |
|  | DVC                      | 3        |                          |   |                   |              |  |  |           |           |  |  |       |       |
|  | Garda 5.0                | 1        |                          |   |                   |              |  |  |           |           |  |  |       |       |
|  | Garda 5.0                | 1        |                          |   |                   |              |  |  |           |           |  |  |       |       |

## Puchar Irlandii

### 1. runda
| Data       | Drużyna 1         |     | Drużyna 2                | Sety                                |
| ---------- | ----------------- | --- | ------------------------ | ----------------------------------- |
| 22.12.2013 | Amber Coast       | 2:3 | Ballymun Patriots Eagles | (22:25, 17:25, 25:17, 25:21, 10:15) |
| 24.11.2013 | Munster Thunder   | 3:1 | NUIG Alliance            | ( )                                 |
| 09.12.2013 | South East Tigers | 0:3 | Garda                    | (20:25, 12:25, 10:25)               |
| 18.12.2013 | DVC               | 3:1 | Garda 5.0                | (25:18, 25:22, 20:25, 25:19)        |

### Ćwierćfinały
| Data       | Drużyna 1         |     | Drużyna 2                | Sety                               |
| ---------- | ----------------- | --- | ------------------------ | ---------------------------------- |
| 04.02.2014 | Aer Lingus        | 3:1 | Ballymun Patriots Eagles | (25:18, 23:25, 25:19, 25:22)       |
| 31.01.2014 | Ballymun Patriots | 3:0 | Munster Thunder          | (29:27, 25:18, 25:17)              |
| 19.01.2014 | UCD               | 3:2 | Garda                    | (25:19, 24:26, 20:25, 25:11, 15:8) |
| 18.01.2014 | Tallaght Rockets  | 0:3 | DVC                      | (27:25, 25:18, 25:16)              |

### Półfinały
| Data       | Drużyna 1  |     | Drużyna 2         | Sety                                |
| ---------- | ---------- | --- | ----------------- | ----------------------------------- |
| 29.03.2014 | Aer Lingus | 0:3 | Ballymun Patriots | (16:25, 28:30, 18:25)               |
| 29.03.2014 | UCD        | 2:3 | DVC               | (25:16, 24:26, 26:28, 28:26, 12:15) |

### Finał
| Data       | Drużyna 1         |     | Drużyna 2 | Sety                  |
| ---------- | ----------------- | --- | --------- | --------------------- |
| 26.04.2014 | Ballymun Patriots | 3:0 | DVC       | (27:25, 25:16, 25:20) |

## Tarcza Irlandii

### Ćwierćfinał
| Data       | Drużyna 1                |     | Drużyna 2       | Sety                         |
| ---------- | ------------------------ | --- | --------------- | ---------------------------- |
| 01.03.2014 | Tallaght Rockets         | 0:3 | Amber Coast     | (16:25, 23:25, 22:25)        |
| 22.02.2014 | South East Tigers        | 1:3 | Munster Thunder | (27:25, 20:25, 17:25, 15:25) |
| 08.03.2014 | NUIG Alliance            | 1:3 | Garda           | (25:21, 19:25, 15:25, 16:25) |
| 23.02.2014 | Ballymun Patriots Eagles | 3:0 | Garda 5.0       | ( )                          |

### Półfinały
| Data       | Drużyna 1       |     | Drużyna 2                | Sety                         |
| ---------- | --------------- | --- | ------------------------ | ---------------------------- |
| 18.03.2014 | Amber Coast     | 2:3 | Garda                    | ( )                          |
| 09.03.2014 | Munster Thunder | 1:3 | Ballymun Patriots Eagles | (21:25, 15:25, 27:25, 16:25) |

### Finał
| Data       | Drużyna 1 |     | Drużyna 2                | Sety                                |
| ---------- | --------- | --- | ------------------------ | ----------------------------------- |
| 29.03.2014 | Garda     | 3:2 | Ballymun Patriots Eagles | (25:19, 25:18, 25:27, 17:25, 15:13) |